# Chiuppano
Chiuppano là một đô thị tại tỉnh Vicenza ở vùng Veneto, Ý.
Đô thị này có diện tích 4  km², dân số là 2630 người (thời điểm 31 tháng 8 năm 2008)